# 2001 QX297
2001 QX297, também escrito como 2001 QX297, é um objeto transnetuniano (TNO) que está localizado no cinturão de Kuiper, uma região do Sistema Solar. Este corpo celeste é classificado como um plutino, pois, o mesmo está em uma ressonância orbital de 2:3 com o planeta Netuno. O mesmo possui uma magnitude absoluta de 6,3 e tem um diâmetro com cerca de 242 km.

## Descoberta
2001 QX297 foi descoberto no dia 20 de agosto de 2001 pelo astrônomo Marc W. Buie.

## Órbita
A órbita de 2001 QX297 tem uma excentricidade de 0,025 e possui um semieixo maior de 43,948 UA. O seu periélio leva o mesmo a uma distância de 42,851 UA em relação ao Sol e seu afélio a 45,046 UA.